# Antidoryctes pronotalis
Antidoryctes pronotalis är en stekelart som beskrevs av Sergey A. Belokobylskij och Donald L.J. Quicke 2000. Antidoryctes pronotalis ingår i släktet Antidoryctes och familjen bracksteklar. Inga underarter finns listade i Catalogue of Life.